# 美国城市广播网
美国城市广播网（英語：American Urban Radio Networks）是美国一家主要服务于非裔美国人的广播联播网，旗下拥有超级精英（Elite Plus）、顶峰（Pinnacle）、文艺复兴（Renaissance）等频道。